# Севдалинка
Севдалинка (босн. sevdalinka) — традиционный фольклорный жанр городской любовной песни боснийских мусульман. Являясь транснациональным боснийским символом, севдалинка популярна также в странах бывшей Югославии. Синоним севдалинки — севдах — настроение, состояние ума и души, вызванное слушанием севдалинок.
Название происходит от турецкого слова «севда», означающего «любовь», «желание». Севдалинки — обильно орнаментированные мелизмами любовные песни. В мелодии севдалинок сочетаются восточные, европейские и сефардские влияния. Исполнитель севдалинки часто сам определяет ритм и темп, которые могут изменяться на протяжении одной песни. Севдалинка выражает в себе душевные страдания, любовные переживания. Севдалинка была способом признаться в любви, сохраняя рамки приличия. В основе поэзии севдалинки лежали метафоры, аллегории. В севдалинках отражается быт мусульманского населения региона, много турцизмов, присутствуют религиозные мотивы.
Первое историческое упоминание севдалинки (песня «Bolest Muje Carevića») относят ко времени около 1475 года. Первоначально севдалинки пели женщины а капелла. Затем севдалинки стали преимущественно исполняться мужчинами и сопровождались аккомпанементом на сазе. Со времени, когда Босния и Герцеговина побывали в составе Австро-Венгрии, севдалинки начали исполнять под аккордеон или скрипку. В наши дни состав музыкантов такой же, как у поп-групп. Зачастую севдалинки были песнями с неизвестными авторами, однако есть прекрасные севдалинки, которые написали знаменитые поэты (Алекса Шантич, Сафвет-бег Башагич, Осман Джикич). До конца Второй мировой войны севдалинка широко исполнялась в кафе-барах. Благодаря популяризации, в том числе при посредстве масс-медиа, после Второй мировой войны севдалинка нашла поклонников и исполнителей среди других национальных групп (не боснийцев). Всплеск пришёлся на 1960—1970-е годы, а потом традиционные песни вышли из моды, но не были забыты.

## Известные исполнители
- Арменулич, Сильвана (1938—1976)
- Имамович, Заим (1920—1994)
- Исович, Сафет (1936—2007)
- Мамула, Нада (1927—2001)
- Палдум, Ханка (род. 1956)
- Половина, Химзо (1927—1986)
- Лепа Брена (род. 1960)
- Селимович, Беба (1939-2020)

В популяризацию севдалинок за рубежом вносит свой вклад группа Mostar Sevdah Reunion.